# Estació de Pere IV
Pere IV és una estació de la línia T4 de la xarxa del Trambesòs situada sobre l'Avinguda Diagonal al costat de la seva intersecció amb el carrer de Pere IV, al districte de Sant Martí de Barcelona, que es va inaugurar el 8 de maig de 2004 amb l'obertura del Trambesòs.
La ubicació és propera al Parc del Centre del Poblenou i a Can Ricart
| Trambesòs              |             |       |        |                        |
| Procedència/Destinació | <           | Línia | >      | Procedència/Destinació |
| Verdaguer              | Ca l'Aranyó |       | Fluvià | Estació de Sant Adrià  |

## Projectes
El Pla Director d'Infraestructures 2009-2018 de l'ATM preveu la creació de la línia Poblenou-UAB d'FGC passant per aquesta estació, ja sigui com a perllongament de la línia 8 o com a línia independent.